# セーラ・プリンセプ

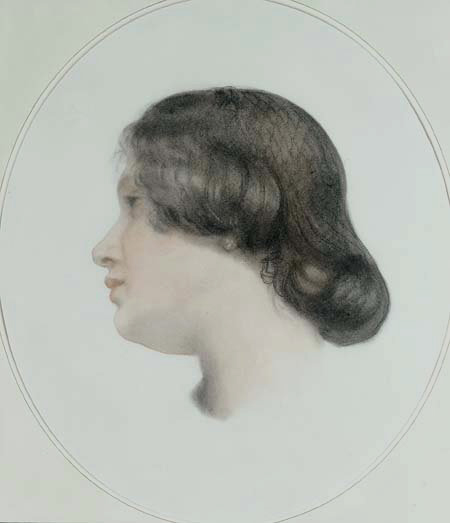
セーラ・プリンセプのプロフィル、ジョージ・フレデリック・ワッツ画、1835年頃

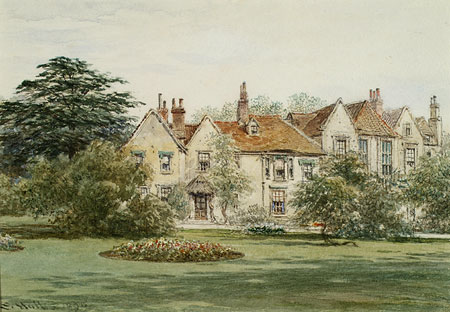
リトル・ホランド・ハウス、1860年代

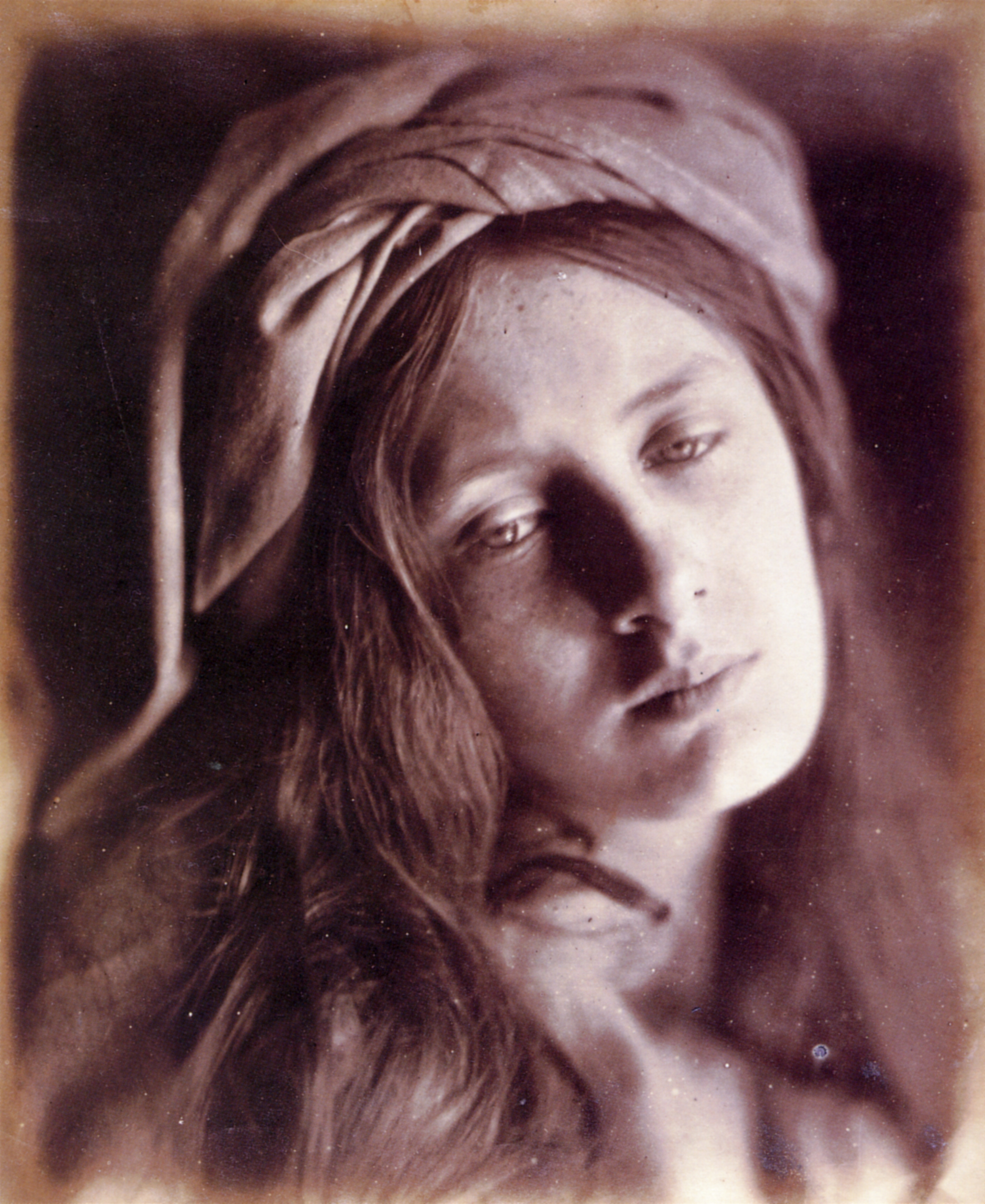
姉ジュリアが、セーラの義理の姪で養女のメイ・プリンセプをモデルに撮影した「ベアトリーチェ・チェンチ研究」、1866年

セーラ・モンクトン・プリンセプ（Sara Monckton Prinsep, 1816年8月16日 - 1887年12月5日）は、イギリスのサロン主催者。ケンジントンの住まいリトル・ホランド・ハウスに多くの文人や芸術家を集め、画家ジョージ・フレデリック・ワッツのパトロンとなった事績が知られる。写真家ジュリア・マーガレット・キャメロンの妹、小説家ヴァージニア・ウルフの大叔母。

## 生涯
ベンガル州のインド高等文官ジェームズ・パトルとフランス生まれの妻アドリーヌ・ド・レタンの間の7人の娘たちのうちの三女、セーラ・モンクトン・パトル（Sara Monckton Pattle）としてカルカッタに生まれた。父親は無能な官吏で、娘たちの器量の良さだけが評判だった。姉妹たちはイングランドや母方祖父母の暮らすフランスのヴェルサイユで育った。パトル姉妹は欧州の因習の型にはまらず、インドでの幼少期に覚えたヒンドゥスターニー語で姉妹だけで通じる会話をし、その固い結束と美しさ、ロンドン上流社会での強い独自性は「パトル流／パトルダム（Pattledom）」と揶揄された。姉妹には一人ひとりにあだ名があり、後に写真家となるジュリアは「才知（Talent）」、姉妹の中で最も高貴な結婚をしたヴァージニア（サマーズ伯爵夫人）は「美人（Beauty）」、セーラは「猛進（Dash）」というあだ名で呼ばれていた。姉妹のうち、セーラと１歳年上の次姉ジュリアには他の姉妹に干渉し支配しようとする傾向が見られた。姉妹の多くが英領インドの軍事・行政・司法・商業に関与する家系と婚姻し、セーラもまたベンガル州の高等文官として成功したヘンリー・トービー・プリンセプに嫁いだ。
英国帰国後、セーラは夫が1850年に賃借したリトル・ホランド・ハウスの女主人として有名になった。屋敷の大家であったフォックス男爵夫妻の紹介で、プリンセプ夫妻は画家のジョージ・フレデリック・ワッツと友人になった。半ば真偽不明の逸話として、プリンセプ夫妻は初めワッツを数日間の予定で屋敷に招待したが、ワッツはそのまま20年以上住み着いたというものがある。ワッツはこの屋敷で家族の一員として自由気ままに振る舞い、セーラが姉妹たちと一緒に営むサロンに不可欠の人物となった。ワッツは屋敷に連れてこられた年端もゆかぬエレン・テリーをモデルに絵画を制作し、そのまま彼女と結婚したが、結婚生活は1年もたずに破綻した。破綻の原因はエレンがワッツより30歳も年下の少女だったこと、そして屋敷の女主人セーラがエレンを軽んじて家族の一員として扱わなかったことだと言われている。
セーラのサロンに関する記録は少ないものの、サロンはエレン・テリーがベンジャミン・ディズレーリやウィリアム・グラッドストンら政界の大物との知己を得る場となったし、姉のジュリアがロバート・ブラウニング、ウィリアム・サッカレー、ダンテ・ゲイブリエル・ロセッティ、ジョン・ラスキン、ジェームズ・マクニール・ホイッスラー、アルフレッド・テニスン、レズリー・スティーヴン、そして屋敷の居候ワッツを撮影する場ともなった。リトル・ホランド・ハウス・サロンは、20世紀に入ってから姪孫のヴァージニア・ウルフ及びヴァネッサ・ベルを中心として形成された、より有名な文芸サークルブルームズベリー・グループの前身と言えるものであり、両者の構成員は部分的に重複している。
セーラは1887年ブライトンで没した。

## 家族
夫のヘンリー・トービー・プリンセプとは1835年5月14日に結婚し、間に3男1女をもうけた。長男サー・ヘンリー・トービー・プリンセプはカルカッタの高等裁判所判事であり、フリーメイソンのベンガル管区グランドロッジグランドマスターを2度務めたほか、インド帝国勲章の受章者でもあった。次男ヴァレンタイン・キャメロン・プリンセプは画家として活動した。三男アーサー・ハルディマンド・プリンセプはベンガル騎兵軍の陸軍少将となった。長女のアリス・プリンセプはノリッジ郊外のアーラム・ホールを所有する銀行家創業家ガーニー家の子息チャールズ・ガーニーと結婚した。
また、夫の姪で両親を亡くしたメイ・プリンセプ（1853年 - 1931年）を屋敷に引き取って養女として育てた。メイはセーラの姉ジュリアの写真のモデルを数多く務めた。彼女は芸術愛好者の投資家アンドリュー・キンスマン・ヒッチェンス（1833年 - 1906年）と結婚・死別後、アルフレッド・テニスンの長男で植民地総督を歴任したハラム・テニスンと再婚、テニスン男爵夫人として生涯を終えた。

## 引用・脚注
1. 1 2 3 4 5 6  Dakers, Caroline (2024-05-09), “Prinsep [née Pattle, Sara Monckton (1816–1887), creator and host of the Little Holland House salon”] (英語), Oxford Dictionary of National Biography (Oxford University Press), doi:10.1093/odnb/9780198614128.013.90000382464, ISBN 978-0-19-861412-8 2024年11月6日閲覧。
2. ↑  Caroline Dakers (1993). Clouds. Internet Archive. Yale University Press. ISBN 978-0-300-05776-8
3. ↑  長女アデライン（1814年 - 1838年）はマドラス管区軍将校で後に陸軍中将・アフガニスタン軍政官となるコリン・マッケンジー（英語版）に嫁ぐが早世、次女ジュリア（1815年 - 1879年）はリンカーン法曹院判事で後にベンガル政庁教育行政トップとなるチャールズ・ヘイ・キャメロン（英語版）と結婚、四女マライア（1819年 - 1892年）はカルカッタ在勤医師で後にカルカッタ医科大学（英語版）教授となるジョン・ジャクソンと結婚してジュリア・スティーヴン（英語版）の母となり、五女ルイーザ（1821年 - 1873年）もインド総督代行・東インド会社取締役会議長ウィリアム・バターワース・ベイリー（英語版）の次男でカルカッタ裁判所判事のヘンリー・ヴィンセント・ベイリーと結婚した。六女ヴァージニア（1827年 - 1910年）は第3代サマーズ伯爵チャールズ・サマーズ＝コックスに嫁いでサマーズ伯爵夫人となり、彼女の2人の娘レディ・イザベラ・サマセット及びベッドフォード公爵夫人アデライン・ラッセルは共に私財をなげうって社会改革に尽力した。七女ソフィア（1829年 - 1911年）はベンガル管区軍での勤務経験をもつ陸軍少将ジョン・ハミルトン＝ダルリンプル（英語版）第5代準男爵の次男ジョン・ウォランダー・ハミルトン＝ダルリンプルと結婚したが、夫が死の直前にハミルトン＝ダルリンプル準男爵（英語版）を襲爵したためレディと呼ばれる身分を得た。クウェンティン・ベル（著）・黒沢茂（訳）『ヴァージニア・ウルフ伝Ⅰ』付録系図、1976年、みすず書房参照。
4. 1 2  Matthew, H. C. G.; Harrison, B., eds. (2004-09-23), “Julia Margaret Cameron”, The Oxford Dictionary of National Biography (Oxford: Oxford University Press), doi:10.1093/ref:odnb/4449 2024年11月6日閲覧。
5. 1 2  Booth, Michael R. (2004-09-23), “Terry, Dame Ellen Alice (1847–1928), actress” (英語), Oxford Dictionary of National Biography (Oxford University Press), doi:10.1093/ref:odnb/36460, ISBN 978-0-19-861412-8 2024年11月6日閲覧。
6. ↑  Great Britain. India Office The India List and India Office List for 1905, p. 145, - Google ブックス
7. ↑  “Object in Focus: Miss May Prinsep” (英語). Watts Gallery and Artists' Village. 2024年11月6日閲覧。